# Frederica Amàlia de Dinamarca
Frederica Amàlia de Dinamarca (en danès Frederikke Amalie af Danmark) va néixer a Copenhaguen l'11 d'abril de 1649 i va morir a la ciutat alemanya de Kiel el 30 d'octubre de 1704. Era una princesa de la casa d'Oldenburg, la segona filla del rei Frederic III de Dinamarca (1609-1670) i de Sofia Amàlia de Brunsvic-Lüneburg
(1628-1685).

## Matrimoni i fills
El 24 d'octubre de 1667 es va casar al palau de Glücksburg amb Cristià Albert de Holstein-Gottorp (1641-1695), fill de Frederic III de Schleswig-Holstein-Gottorp (1597-1659) i de Maria Elisabet de Saxònia (1610-1684). El casament es va concertar en un intent de cercar, sense èxit, la pau entre el regne de Dinamarca i la casa de Holstein-Gottorp. El matrimoni va ser infeliç, havent de suportar Frederica Amàlia el menysteniment i el maltractament del seu marit. Amb tot, la parella va tenir quatre fills:
- Sofia Amàlia (1670-1710), casada amb el príncep August Guillem de Brunsvic-Wolfenbüttel (1662-1731).
- Frederic IV (1671-1702), casat amb Hedwig Sofia de Suècia (1681-1708).
- Cristià August (1673-1726), casat amb Albertina Frederica de Baden-Durlach (1682-1755).
- Maria Elisabet (1678-1755), abadessa de Quedlingburg.